# 有線新聞 (HOY國際財經台)
《有線新聞》（英語：Cable News）前稱《主要新聞》及《晚間新聞》（英語：《Main News》、《Late News》） ，是由香港有線新聞製作的英語新聞節目，每晚分別在20:00和23:00於有線寬頻開電視HOY國際財經台播出。
播放初期未設定主播及記者英語口述的英文字幕，直至2018年9月24日，節目才增加英文字幕，與明珠台及ViuTVsix的新聞報道一樣。
香港其他免費電視台的英語新聞節目有無綫電視明珠台的《七點半新聞報道》（News At Seven-Thirty）、《晚間新聞》（News Roundup）和香港電視娛樂ViuTVsix的《ViuTV News》。

## 節目歷史
- 2018年7月30日，隨香港國際財經台啟播而開始播映。
- 2019年3月9日起，為節省開支，《晚間新聞》改為錄播當日20:00的《主要新聞》，周末的《主要新聞》及《晚間新聞》改為單主播及節目時間由30分鐘縮減至15分鐘[1]。如發生重大新聞事件，例如2019年反修例示威衝突，《晚間新聞》會恢復直播或作有限度更新。
- 2020年11月13日起，《主要新聞》及《晚間新聞》均改為單主播制。
- 2021年9月24日，工作人员误将当年8月6日的新闻节目于当晚《晚间新闻》中重播，遭公众人士投诉。通讯事务管理局于次年12月30日向奇妙电视发出严重警告[2][3]。
- 2021年10月18日起，《晚間新聞》恢復直播安排。
- 2021年11月2日起，《晚間新聞》取消凌晨01:30重播安排。
- 2023年3月7日起，星期一至五的《主要新聞》及《晚間新聞》播映時間由30分鐘改為15分鐘。
- 2023年11月1日起，頻道改稱HOY國際財經台，播映時間不變，惟記者每節報道由「XXX，HKIBC」改為「XXX，Cable News（有線新聞）」作結。
- 2023年11月20日起，節目取消主播制，只保留編採人員的新聞旁白，做法和香港電視娛樂ViuTVsix的《ViuTV News》類似。
- 2024年1月29日起，節目片尾版權資訊已由「©Fantastic Television Limited」更改「©i-CABLE HOY Limited」
- 2025年2月3日起，《主要新聞》及《晚間新聞》正式更名為《有線新聞》，新聞模板、片頭、名片、間場、財經報價、天氣預測、結尾及主題音樂改為與粤語版本的《有線新聞》一致，並使用全新的演播室，以及恢復單主播主持，維持15分鐘一節。每天20:00一節直播，而23:00為提早錄播（兩節新聞內容有所不同），若當天因節目調動而遲於20:00播出，便先會於20:00進行錄播，並於稍後播映已錄播的版本。[4]

## 播映時間
- 星期一至日：20:00-20:15及23:00-23:15

## 節目內容
- 本港及焦點新聞
- 中國新聞
- 國際新聞
- 財經速遞
- 體育快訊
- 本地天氣
- 世界天氣預報（不定期播出）